# ملعب بوزيلستاديون
ملعب بوزيلستاديون (بالإنجليزية: Bosuilstadion)‏ هو ملعب كرة قدم يقع بمدينة أنتويرب في بلجيكا، وهو الملعب الرئيسي لنادي رويال أنتويرب. افتتح الملعب عام 1923، بطاقة اتسيعابية تصل إلى 16,649 متفرج،
استضاف الملعب العديد من المنافسات منها كأس الكؤوس الأوروبية وكأس الأمم الأوروبية لكرة القدم 1972 و في بعض الأحيان يستضيف مباريات منتخب بلجيكا لكرة القدم، على الرغم أن آخر لقاء ذولي أقيم فيه كان بين منتخب بلجيكا ومنتخب البرازيل في عام 1988.